# 1972年夏季奥林匹克运动会自行车比赛
1972年夏季奥林匹克运动会自行车比赛在慕尼黑举行。

## 奖牌榜

### 公路
| Event                         | 金牌                                                                            | 银牌                                                                                    | 铜牌   |
| Individual road race （詳細） | Hennie Kuiper · 荷兰（NED）                                                     | 克莱德·塞夫顿 · （AUS）                                                                 | 未颁发 |
| Team time trial （詳細）      | 苏联（URS） · Valery Yardy · Gennady Komnatov · Valery Likhachov · Boris Shukov | 波兰（POL） · 理夏德·舒尔科夫斯基 · 爱德华·巴尔齐克 · 卢茨扬·利斯 · 斯坦尼斯瓦夫·绍兹达 | 未颁发 |

### 场地
| Event                       | 金牌                                                                     | 银牌                                                                          | 铜牌                                                                  |
| Individual pursuit （詳細） | 克努特·克努森 · 挪威（NOR）                                              | Xaver Kurmann · 瑞士（SUI）                                                   | 汉斯·卢茨 · 西德（FRG）                                               |
| Team pursuit （詳細）       | 西德（FRG） · 金特·舒马赫 · Jürgen Colombo · Günter Haritz · 乌多·亨佩尔 | 东德（GDR） · 乌韦·翁特瓦尔德 · 托马斯·胡施克 · 海因茨·里希特 · 赫伯特·里希特 | 英国（GBR） · 威廉·穆尔 · 迈克尔·本内特 · 伊恩·哈勒姆 · 罗纳德·基布尔 |
| Sprint （詳細）             | 达尼埃尔·莫勒隆 · 法国（FRA）                                            | 约翰·尼科尔森 · （AUS）                                                       | Omar Pkhakadze · 苏联（URS）                                          |
| Tandem （詳細）             | Vladimir Semenets · and Igor Tselovalnykov · 苏联（URS）                 | 于尔根·格施克 · and 维尔纳·奥托 · 东德（GDR）                                 | 安杰伊·贝克 · and 贝内迪克特·科措特 · 波兰（POL）                     |
| 1000m time trial （詳細）   | Niels Fredborg · 丹麦（DEN）                                             | 丹尼·克拉克 · （AUS）                                                         | 于尔根·许策 · 东德（GDR）                                             |

## 参赛国家
| - 阿根廷（8） - （10） - 奥地利（5） - 巴哈马（2） - 巴巴多斯（3） - 比利时（14） - 巴西（2） - 保加利亚（4） - 喀麦隆（4） - 加拿大（9） - 中华台北（1） - 哥伦比亚（10） - 古巴（6） - 捷克斯洛伐克（15） |  | - 丹麦（13） - 东德（11） - 埃塞俄比亚（5） - 芬兰（6） - 法国（15） - 英国（11） - 圭亚那（1） - 匈牙利（4） - 伊朗（4） - 爱尔兰（4） - 意大利（15） - 牙买加（6） - 日本（3） |  | - 黎巴嫩（1） - 列支敦士登（1） - 卢森堡（2） - 马耳他（4） - 马拉维（2） - 马来西亚（4） - 墨西哥（6） - 荷兰（11） - 新西兰（8） - 挪威（7） - 秘鲁（5） - 菲律宾（1） - 波兰（12） - 罗马尼亚（1） |  | - 圣马力诺（1） - 苏联（15） - 西班牙（8） - 瑞典（5） - 瑞士（10） - 泰国（7） - 多哥（3） - 特立尼达和多巴哥（6） - 土耳其（6） - 美国（15） - 乌拉圭（5） - 西德（17） - 南斯拉夫（5） |

## 各国奖牌榜
| 排名 | 国家／地区 | 金牌 | 银牌 | 铜牌 | 總數 |
| ---- | ---------- | ---- | ---- | ---- | ---- |
| 1    | 苏联       | 2    | 0    | 1    | 3    |
| 2    | 西德       | 1    | 0    | 1    | 2    |
| 3    | 丹麦       | 1    | 0    | 0    | 1    |
| 3    | 法国       | 1    | 0    | 0    | 1    |
| 3    | 荷兰       | 1    | 0    | 0    | 1    |
| 3    | 挪威       | 1    | 0    | 0    | 1    |
| 7    |            | 0    | 3    | 0    | 3    |
| 8    | 东德       | 0    | 2    | 1    | 3    |
| 9    | 波兰       | 0    | 1    | 1    | 2    |
| 10   | 瑞士       | 0    | 1    | 0    | 1    |
| 11   | 英国       | 0    | 0    | 1    | 1    |